# Pulai
La rivière Pulai est une rivière au sud de la Malaisie, dans la région du Johor. Elle est centrale au sein du triangle de Sijori, bordant le port de Tanjung-Pelapas, au sein du détroit de Johor. Elle s'étend jusqu'à la ville de Gelang Patah.